# Rudolph Franz von Thysebaert

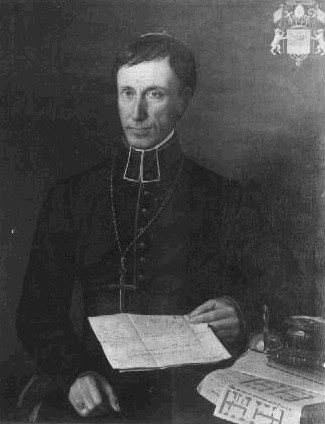
Mgr. von Thysebaert

Rudolph Franz von Thysebaert (Salzburg, 29 april 1798 - 12 mei 1868) was een Oostenrijks rooms-katholiek bisschop.

## Familie
Rudolph Franz von Thysebaert is zoon van Carolus Franciscus Josephus von Thysebaert en Maria Carolina Borromei Tecla Walburga Czernin von und zu Chudenitz. Zijn grootvader Auguste Joseph de Thysebaert, van Vlaamse adel, was lid van de Provinciale Staten van Zuid-Brabant.

## Prelaat
Hij werd op 15 augustus 1822 priester gewijd en op 24 juli 1842 bisschop gewijd van Tiberias, door kardinaal Maximilian Joseph Gottfried Sommerau Beeckh. Op 4 september 1853 wijdde hij kardinaal Friedrich Egon von Fürstenberg tot bisschop.

## Auteur
Von Thysebaert heeft ook enkele geestelijke werken geschreven:
- Kloster-Reden, gehalten vor dem Konvente der Ursulinerinen zu Olmütz, 1839.- Rudolph Freiherrn v. Thysebaert.[3]
- Rede, gehalten bei der feierlichen Verkündigung der päpstlichen Bestätigung der Congregation der Schulschwestern vom dritten Orden des heiligen Franziskus im Mutterhause Mährisch-Trübau am 19. April 1860.-  Rudolf Freiherrn v. Thysebaert.[4]